# Maricela Gómez López
Maricela Gómez López (1974, Yucudahuico, municipio de Yanhuitlán, Oaxaca, México) es una artista plástica originaria de la región de la Mixteca en el estado mexicano de Oaxaca. Desde el año 2003 se dedica a la creación de arte con barro. Actualmente habita y realiza su obra en el poblado de Santo Domingo Yanhuitlán, Oaxaca.

## Reseña biográfica
La artista nació en una familia campesina. A los 12 años migró a Ensenada, Baja California, donde se desempeñó como trabajadora del hogar y como encargada de una tienda de pollo a unas cuadras de la frontera con los Estados Unidos. era dueña de la galería Arte Sur en el barrio de Coyoacán. Ahí Gómez se acercó por primera vez al arte y conoció a distintos artistas plásticos, como a la escultora Maribel Portela, a quien considera una de sus principales influencias.
Tras seis años en la Ciudad de México, se mudó a la ciudad de Cuernavaca con su empleadora. Durante ese período conoció a quien más tarde sería su pareja, Manuel Reyes. Él había cursado parte de la carrera de Artes Plásticas en la Escuela Nacional de Artes Plásticas perteneciente a la Universidad Nacional Autónoma de México y en Cuernavaca trabajó en talleres de serigrafía al lado de artistas como Joy Laville, Rafael Cauduro y Juan Soriano. Tiempo después deciden trasladarse a Oaxaca para desarrollar su carrera artística de manera independiente.
Una vez establecidos en Tlaxiaco, Maricela Gómez comenzó a familiarizarse con el barro, de manera que empezó a colaborar con su pareja y a realizar obra por ella misma. La pareja de artistas comenzó a comercializar su obra en el mercado de esta ciudad. Sin embargo, la primera vez que ella consideró su obra como propia fue cuando fue invitada a participar en la exposición "Mujeres, luz y color" organizada por la Comisión Nacional para el Desarrollo de los Pueblos Indígenas. Más tarde, con apoyo del curador Juan Rafael Coronel Rivera, ambos formarían parte de distintas exposiciones colectivas en el Museo Nacional de Culturas Populares de la Ciudad de México, tales como "Sin maíz, no hay país", "Metáforas de luna: tradición y modernidad en el arte indígena", "Taco de ojo, erotismo popular" y "Manos de Oaxaca, esplendor de muchos pueblos".
Tras cuatro años y medio de vivir en Tlaxiaco, Maricela Gómez y Manuel Reyes se trasladaron al poblado de Yanhuitlán, donde residen y laboran actualmente. Ahí llevan a cabo talleres de alfarería para personas jóvenes, niñas y niños, a quienes ayudan a entrar a los concursos de arte popular juveniles.

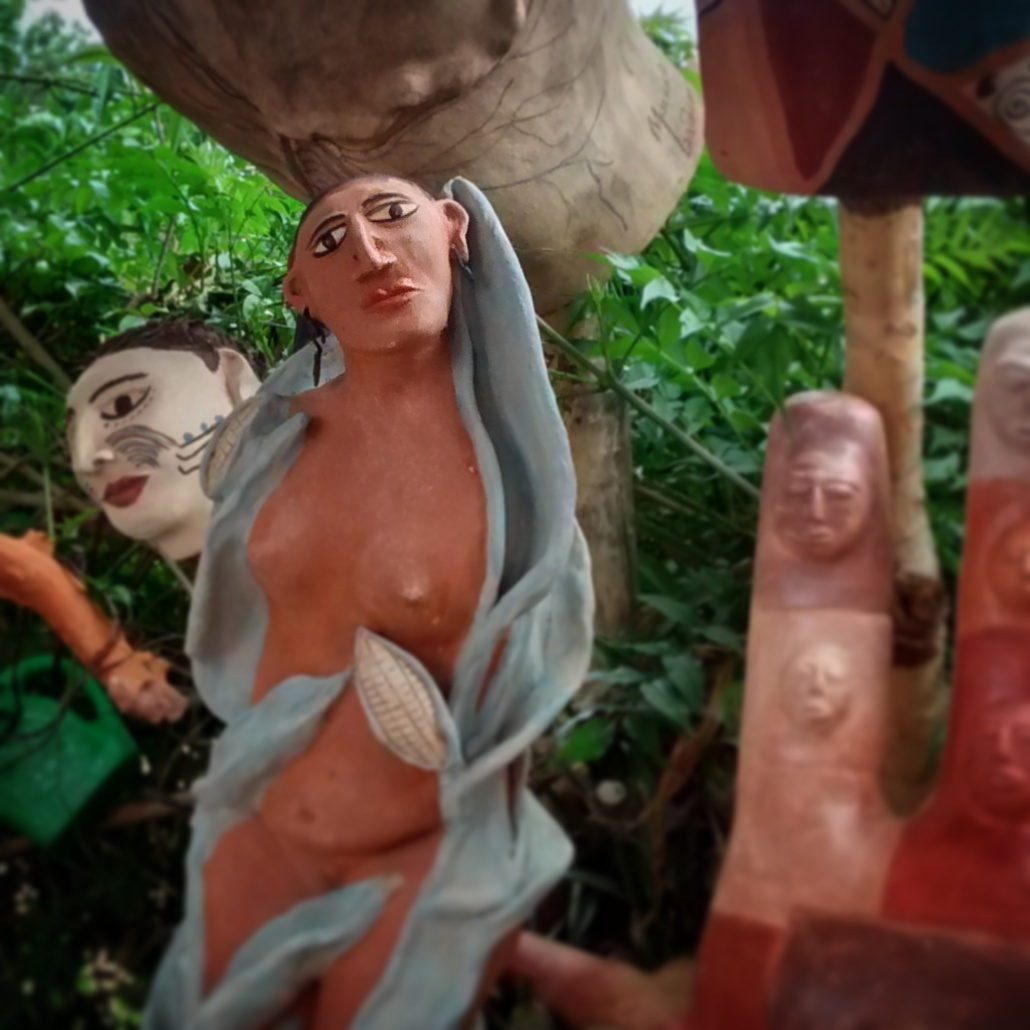
Fragmento de "Mujer de maíz"

## Vida personal
Es pareja del también artista, Manuel Reyes Archivado el 17 de junio de 2016 en Wayback Machine., junto a quien aprendió a trabajar el barro. Actualmente tienen una hija y un hijo que también hacen arte con pintura y barro. La familia reside en Yanhuitlán, Oaxaca.

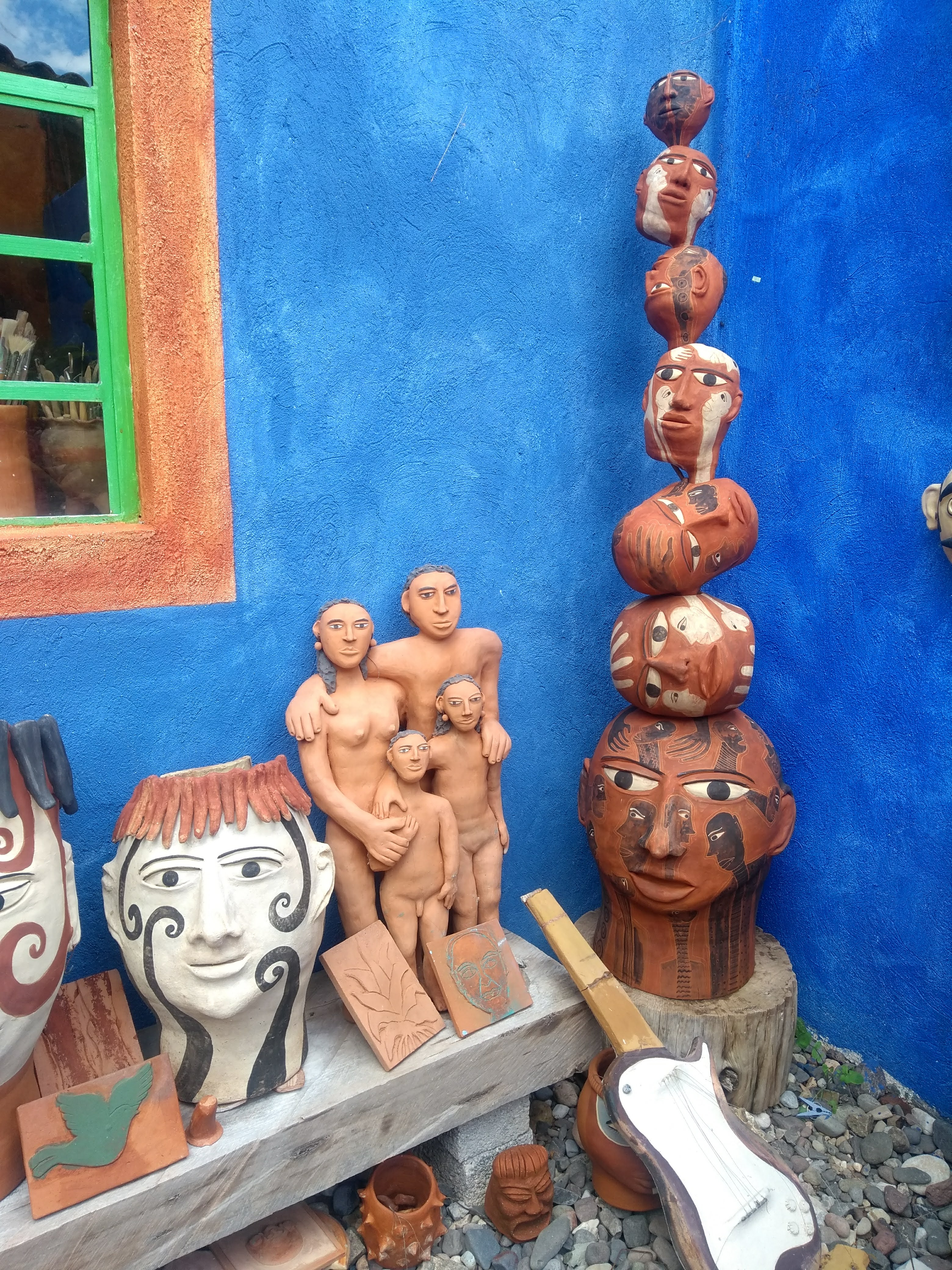
Obras de Maricela Gómez y Manuel Reyes

## Obra
La mayoría de su obra es realizada en barro modelado y policromado con pigmentos naturales y su temática autobiográfica. En ella es posible observar su entorno, la maternidad, su familia y relatos de su pasado. También ha retratado el fenómeno de la migración, al haber sido testigo de ella mientras trabajó en Tijuana. Otro tema recurrente es el machismo, como lo hizo en su obra "Hombre encadenado" que fue expuesta en el Museo Regional Potosino en el año 2004.

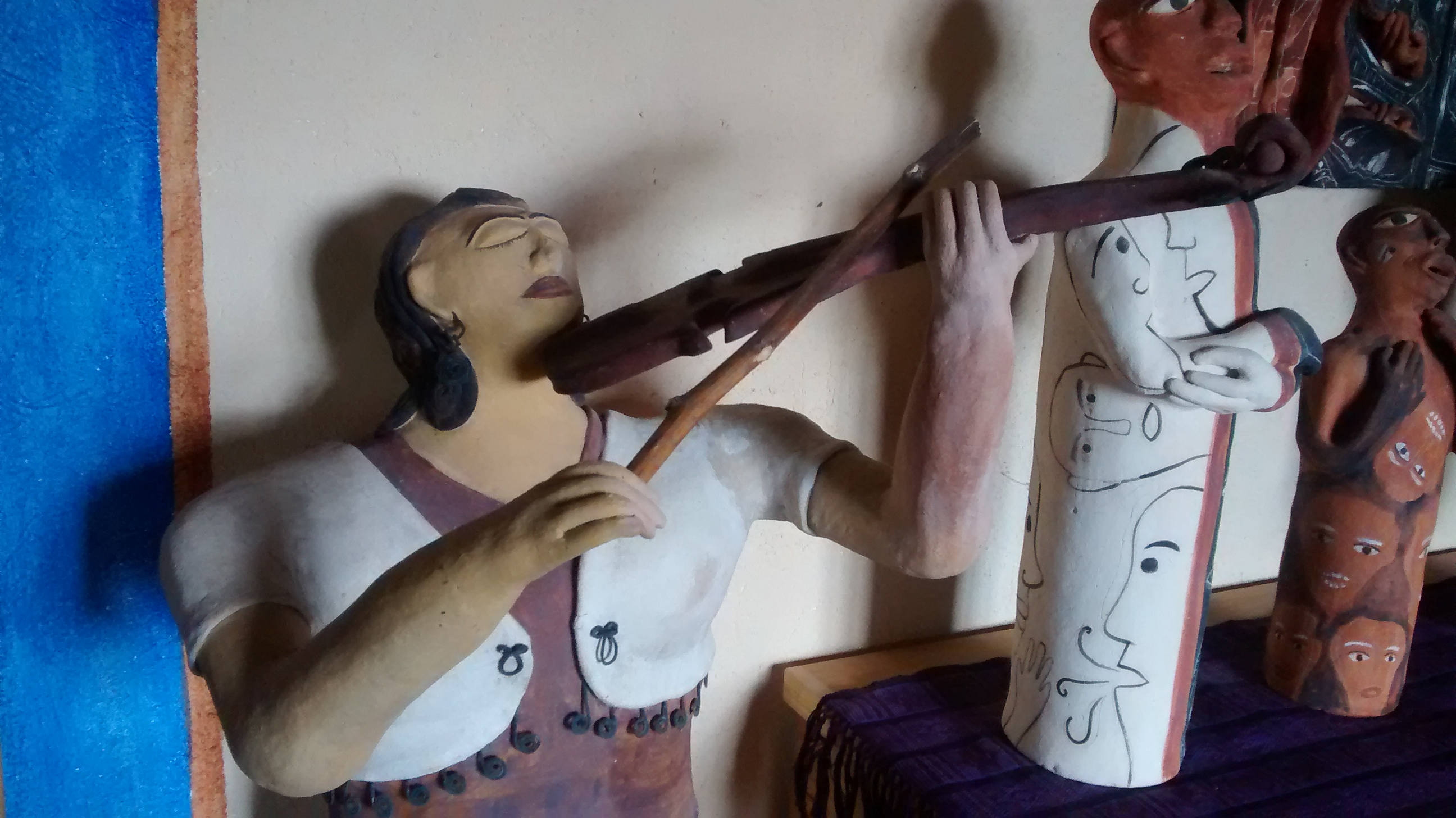
Fragmento de "Violinista"

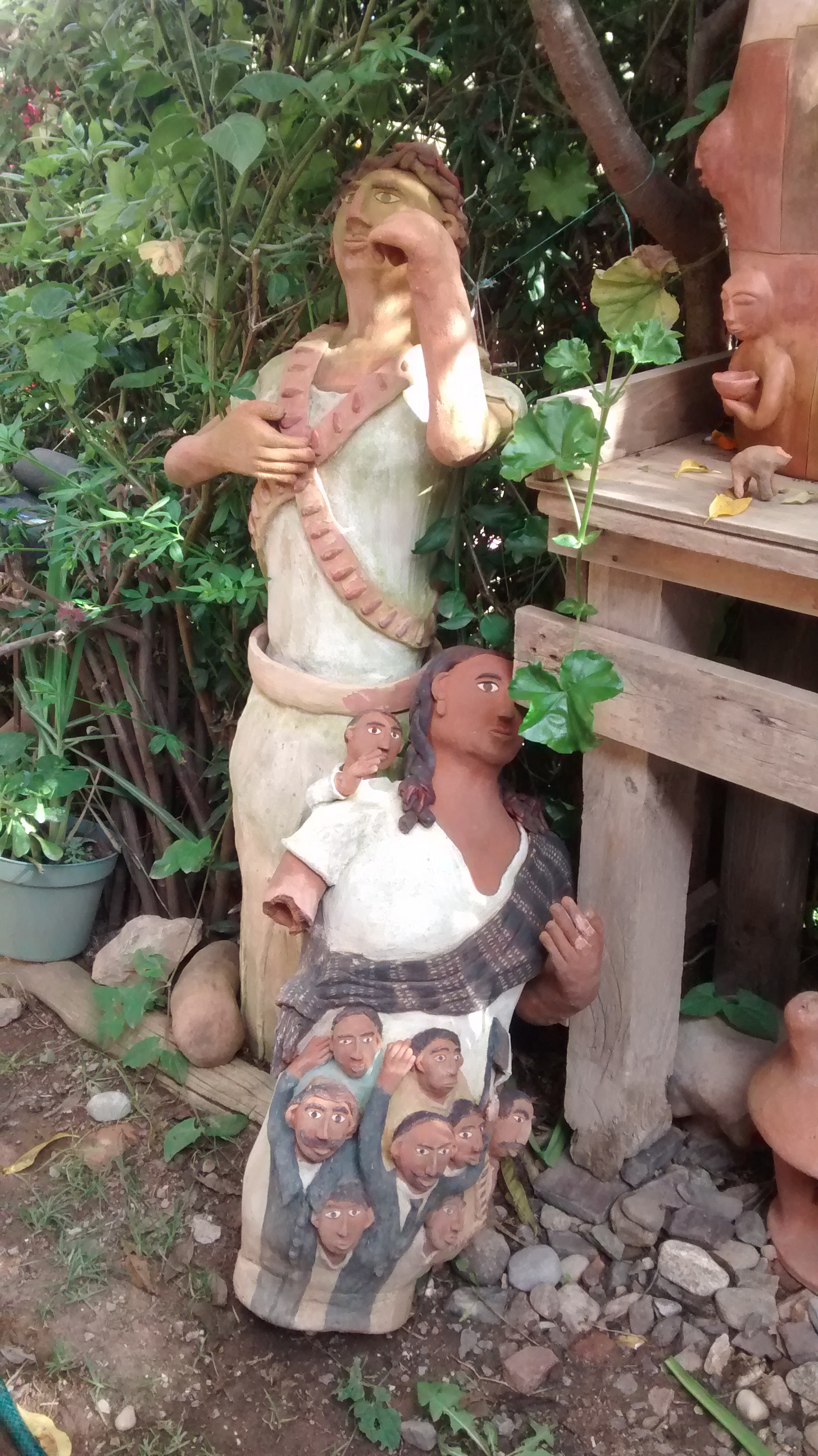
Fragmento de "Mujeres revolucionarias"

## Exposiciones
- Encuentro  "Mujeres de luz y color" en San Luis Potosí, Chiapas y Sonora (2004-2007)
- Participación en exposición colectiva "Obra de la tierra maravillosa" en el Casa de Cultura de Huajuapan de León (2005)
- Participación en la exposición "Barro, vidrio y flores" en el Museo Estatal de Arte Popular en San Bartolo Coyotepec, Oaxaca (2005)[7]
- Exposición y taller en el Festival Alfonso Ortiz Tirado en Álamos, Sonora (2006)
- Exposición colectiva "Sin maíz no hay país" en el Museo Nacional de Culturas Populares (2007)
- Participación en el VII Encuentro Nacional de Mujeres Indígenas en las Artes en Guadalajara, Jalisco (2008)
- Participación en el VIII Encuentro Nacional de Mujeres Indígenas en las Artes en Veracruz (2009)
- Participación en el Coloquio de Arte Indígena y Diálogo Cultural en Pátzcuaro, Michoacán (2010)
- Exposición colectiva "Metáforas de luna: tradición y modernidad en el arte indígena" en el Museo Nacional de Culturas Populares (2011)
- Exposición colectiva "Taco de ojo, erotismo popular" en el Museo Nacional de Culturas Populares (2014)
- Participación en la feria "Maestros del arte popular" en Chapala, Jalisco (2014)
- Exposición colectiva "Manos y alma de Oaxaca, esplendor de muchos pueblos" en el Museo Nacional de Culturas Populares (2016)

## Reconocimientos
- Tercer lugar en el Premio Estatal de Arte Popular Benito Juárez (2005)
- Jurado del Premio Nacional de Cerámica en San Pedro Tlaquepaque, Jalisco (2012)